# Wolfzahnauwehr

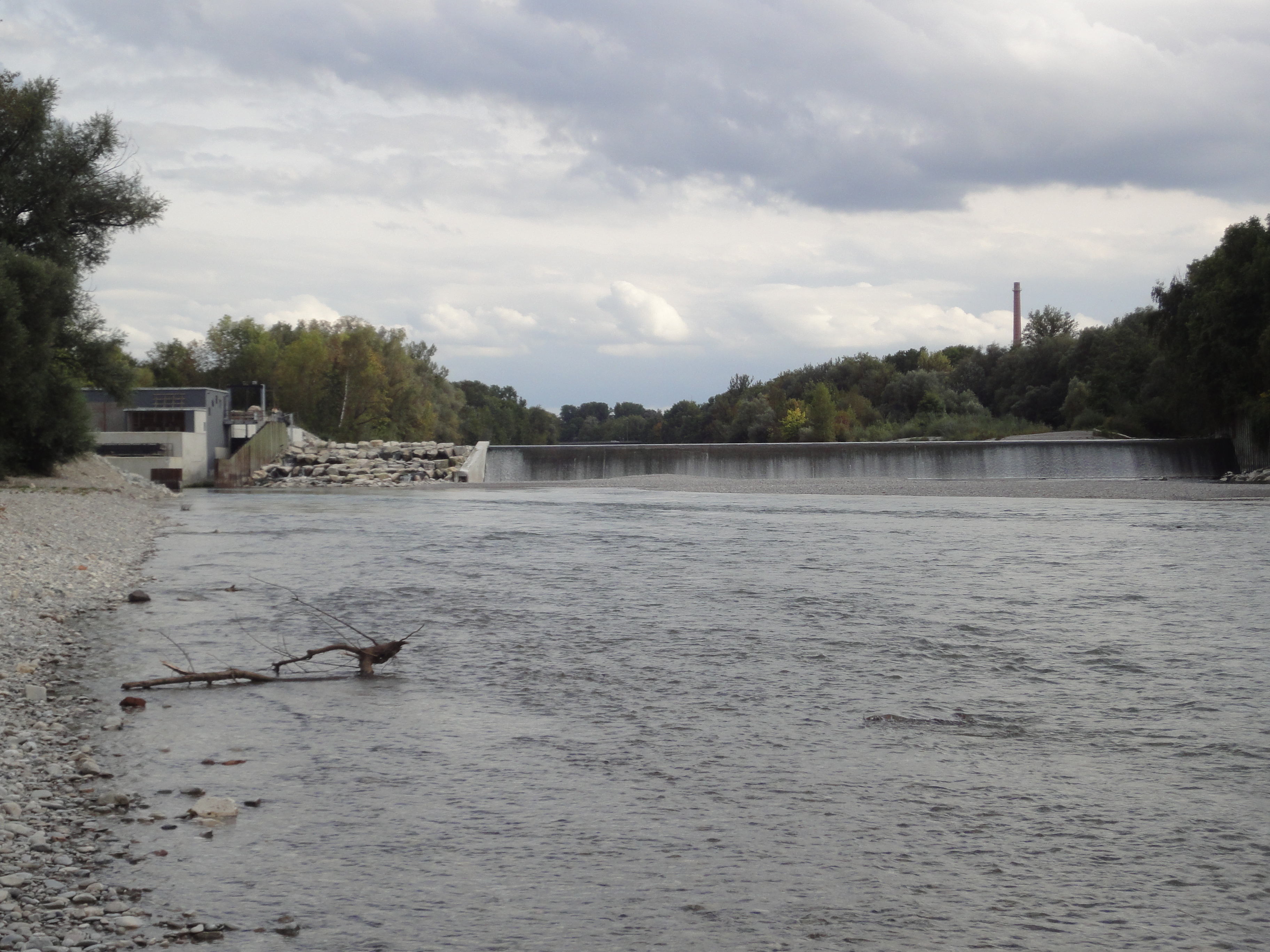
Wolfzahnauwehr mit Turbinenhaus, Fischtreppe und Wehr

Das Wolfzahnauwehr ist ein Überfallwehr am Lech in Augsburg zwischen der namensgebenden Wolfzahnau und dem Stadtteil Firnhaberau. Es liegt am Flusskilometer 40,7 etwa zwei Kilometer oberhalb der Einmündung der Wertach.
Das Wehr wurde 1882 bis 1883 zur Flussregulierung errichtet und hat eine Stauhöhe von 5,7 m. 1966 stürzte es bei einem Hochwasser ein und wurde bis 1967 wenig oberhalb wiederaufgebaut.

## Wasserkraftwerk
2009 bis Mai 2010 wurde auf der östlichen Flussseite durch den Betreiber KW Wolfzahnauwehr GbR ein Wasserkraftwerk errichtet, das bei einer Ausbauwassermenge von 60 m³/s und 4 m Fallhöhe über eine Kaplanturbine eine Engpassleistung von 2000 kW und ein Regelarbeitsvermögen von 8,5 Mio. kWh pro Jahr leisten soll. Dadurch soll die Energieproduktion aus erneuerbaren Quellen in Augsburg um 10 % gesteigert werden. Das Kraftwerk wurde in der Uferböschung errichtet, oberirdisch ist nur der Zugang zum Aufzugsschacht zu sehen. Der Wassereinlauf wird durch einen Horizontalrechen mit glatten Kanten geschützt. Zwischen Kraftwerk und Ufer wurde eine Fischtreppe in der Bauweise einer 20 m breiten Rauen Rampe gebaut, die den Tieren ganzjährig den vier Meter hohen Aufstieg ermöglichen soll.